# Поруб (Старошайговський район)
Пору́б (рос. Поруб, ерз. Керфу) — селище у складі Старошайговського району Мордовії, Росія. Входить до складу Старотерізморзького сільського поселення.
Населення — 2 особи (2010; 25 у 2002).
Національний склад (станом на 2002 рік):
- мокшани — 100 %